# 荒尾市立荒尾第四小学校
荒尾市立荒尾第四小学校（あらおしりつ あらおだいよんしょうがっこう）は、かつて熊本県荒尾市下井手深瀬山にあった公立小学校。

## 沿革
- 1907年（明治40年） - 萬田炭鉱納屋分教場開場
- 1909年（明治42年） - 私立三井万田尋常小学校として独立
- 1944年（昭和19年） - 荒尾第四国民学校と改称
- 1947年（昭和22年） - 荒尾市立荒尾第四小学校と改称
- 2006年（平成18年） - 荒尾市立緑ヶ丘小学校へ統合